# De Mysteriis Dom Sathanas
De Mysteriis Dom Sathanas debitantski je studijski album norveškog black metal-sastava Mayhem. Album je objavljen 24. svibnja 1994. godine, a objavila ga je diskografska kuća Deathlike Silence Productions. 
Iako je pisanje počelo još 1987. godine,  zbog samoubojstva pjevača Deada i ubojstva gitarista Euronymousa, objava albuma pomaknuta je do svibnja 1994. godine. De Mysteriis Dom Sathanas smatra se jednim od najutjecajnijih black metal albuma svih vremena. Jedini je album na kojem sviraju Euronymous i Varg "Count Grishnackh" Vikernes.

## Pozadina i snimanje

### 1987. – 1991.
Mayhem je počeo pisati pjesme za album krajem 1987. godine ili početkom 1988. godine, ovisno o izvoru. Pjevač Dead počeo je pisati tekstove kad se pridružio sastavu 1988. godine. Godine 1990., studijski su snimljene pjesme "The Freezing Moon" i "Carnage", koje su se pojavile na kompilacijskom albumu Projections of a Stained Mind. Mayhemov bubnjar, Jan Axel "Hellhammer" Blomberg, tvrdio je kako je tekst za "Freezing Moon" trebao "natjerati ljude da se ubiju". Dead je u intervjuu iz 1989. godine, kojeg je odradio gitarist sastava Marduk, Morgan "Evil" Håkansson za časopis Slayer, da je on napisao tekstove za pjesme "Funeral Fog", "Freezing Moon", "Buried by Time and Dust" i "Pagan Fears". Konačne inačice tih pjesama pojavljuju se na albumu Live in Leipzig, koncertnom albumu snimljenog u studenom 1990. godine, ali objavljenog tek 1993. godine.
Tijekom 1991. godine, Dead i Euronymous živjeli su u kući u šumi blizu Kråkstada, koja se koristila i za probe sastava. Dana 8. travnja 1991. godine, dok je bio sam u kući, Dead si je izrezao vene na dlanovima i vratu te se zatim upucao sačmaricom u glavu. Ostavio je kratku poruku, u kojoj se ispričao za korištenje sačmarice u kući, počevši s rečenicom "Oprostite na krvi". Tijelo mu je pronašao Euronymous. Prije nego što je pozvao policiju, navodno je otišao do dućana i kupio jednokratni fotoaparat kojim je slikao tijelo nakon što je nekoliko stvari posebno posložio. Jedna od tih fotografija kasnije se pojavila na naslovnici bootleg koncertnog albuma Dawn of the Black Hearts.

### 1991. – 1994.
Da bi snimio novi album, Euronymous zaposlio je Attilu Csihara (iz mađarskog sastava Tormentor) kao pjevača i Vikernesa (koji je radio na svom samostalnom projektu Burzum) kao basista. Ova postava — Euronymous, Hellhammer, Csihar i Vikernes — snimili su album krajem 1992. i početkom 1993. godine u Grieg Hallu u Bergenu. Prmea Attili Csiharu, cijeli album snimljen je u samo tri dana. Na samom albumu nije pisala ni postava ni ostale informacije vezano za snimanje. Necrobutcher, koji je napustio sastav malo prije snimanja albuma, tvrdio je kako je on napisao pola pjesama s albuma. Rekao je da su Dead i on napisali "Freezing Moon", a da je Euronymous napisao samo jedan riff. Snorre "Blackthorn" Ruch (koji je radio na svom samostalnom projektu Thorns) napisao je neke riffove za album i dovršio Deadove tekstove, barem take tvrde Hellhammer i on. Glavni Ruchov riff iz pjesme "Into the Promised Land" (također znana kao "Lovely Children") postao je glavni riff pjesme "From the Dark Past". Prema Vikernesu, Euronymous je napisao većinu gitarskih riffova, ali su i Hellhammer, Necrobutcher i on sam napisali nekoliko riffova također.
Dana 10. kolovoza 1993. godine, Vikernes i Blackthorn doputovali su do Euronymousova apartmana u Oslu, gdje ga je Vikernes izbo na smrt. Ubrzo je uhićen i osuđen na 21 godinu u zatvoru, dok je Blackthorn osuđen na 8 godina zbog sudjelovanja u ubojstvu.
Tijekom Vikernesova suđenja, rečeno je kako je policija pronašla eksplozive i municiju u Vikernesovom domu. Euronymous i Vikernes su navodno planirali raznijeti katedralu Nidaros, koja se između ostaloga pojavljuje na omotu albuma, kako bi se podudaralo s objavom albuma. Vikernes negirao je tu tvrdnju u intervjuu iz 2009. godine, govoreći "Uzimao sam [eksplozive i municiju] kako bi obranio Norvešku na vrijeme ako nas napadnu. Tijekom Hladnog rata, SAD i SSSR mogli su nas napasti."
Nakon Euronymousova sprovoda, Hellhammer i Necrobutcher radili su na objavi albuma. Euronymousovi roditelji zamolili su Hellhammera da ukloni bas-gitaru koju je svirao Vikernes. Hellhammer je rekao, "Mislio sam da je prikladno na i ubojica i žrtva budu na istom albumu. Obećao sam da ću dati bas opet snimiti, ali nikad nisam".
Album je na kraju objavljen u svibnju 1994. godine, u vrijeme kada je Vikernes osuđen. Na njemu se nalaze zadnji tekstovi koje je napisao Dead prije samoubojstva, i zadnje pjesme koje je snimio Euronymous prije ubojstva.
Godine 2009., Mayhem objavio je pet loše miksanih pjesama sa snimanja albuma, u obliku EP-a naziva Life Eternal.

## Naziv i omot albuma
Naslov albuma De Mysteriis Dom Sathanas je na latinskom, a prevodi se kao "Otajstvo Gospodina Sotone", s rječju "Dom" koja je skraćenica riječi "Dominis", često korištena kao prefiks za katoličku Crkvu. "Sathanas" je zapravo starogrčki genitiv za "Satan", izveden iz hebrejskog jezika, dok je na latinskom točno "Satanas".
Omot albuma jednobojna je fotografija istočne strane katedrale Nidaros u Trondheimu, Norveška.

## Popis pjesama
Tekstovi: Dead, osim gdje je navedeno drugačije, glazba: Euronymous, Hellhammer, Necrobutcher, Blackthorn.
| 1.    | »Funeral Fog«               |              | 5:47 |
| 2.    | »Freezing Moon«             |              | 6:23 |
| 3.    | »Cursed in Eternity«        | Necrobutcher | 5:10 |
| 4.    | »Pagan Fears«               |              | 6:20 |
| 5.    | »Life Eternal«              |              | 6:57 |
| 6.    | »From the Dark Past«        |              | 5:26 |
| 7.    | »Buried by Time and Dust«   |              | 3:34 |
| 8.    | »De Mysteriis Dom Sathanas« |              | 6:21 |
| 46:01 |                             |              |      |

## Zasluge
| Mayhem - Euronymous – gitara, produkcija, miksanje - Hellhammer – bubnjevi, produkcija, miksanje Gostujući glazbenici - Attila Csihar – vokali - Count Grishnackh – bas-gitara | Ostalo osoblje - Dye – dizajn naslovnici - Pytten – produciranje, miksanje - Blackthorn – tekstovi (uređivanje) |